# Młynarzowa Strażnica
Młynarzowa Strażnica (słow. Nižná Mlynárova strážnica, ok. 1920 m) – turniczka w masywie Młynarza w słowackich Tatrach Wysokich. Znajduje się we wschodniej grani Jarząbkowego Zwornika, oddzielona od niej Pośrednim Jarząbkowym Siodełkiem (ok. 1915 m). Wznosi się nad tym siodełkiem tylko 5 m i jest z niego łatwo dostępna. Natomiast na wschód, do Jarząbkowego Żlebu opada ścianą o wysokości około 250 m. W jej środkowej części nastąpił obryw, co można poznać po świeżych, biało-żółtych skałach wyraźnie różniących się od otaczających je ścian. U podnóża Młynarzowej Strażnicy, w Jarząbkowym znajduje się Jarząbkowy Kocioł oddzielający turnię od Jarząbkowego Grzbietu.
Autorem nazwy Młynarzowej Strażnicy jest Władysław Cywiński.

## Drogi wspinaczkowe
Wszystkie drogi znajdują się na wschodniej, opadającej do Jarząbkowego Żlebu ścianie Młynarzowej Strażnicy. W jej dolnej części znajduje się pochyły, porośnięty trawą lub kosodrzewiną taras, do żlebu opadający ścianą o wysokości około 50 m. Pięć z dróg zaczyna się na tym tarasie.
1. Z Pośredniego Jarząbkowego Siodełka; 0 w skali tatrzańskiej
2. Burkowy wariant (prawą częścią ściany); V+, A0,
3. Płytami prawej części ściany; V, miejsce A1, 5 godz.
4. Prawą częścią białych obrywów; V+, A4, 40 godz.
5. Lewą częścią białych obrywów; V+, A4, 20 godz.
6. Środkową częścią ściany, kominem; V+, A3, 16 godz.
7. Lewym białym ściekiem; V+, 3 godz., pewna skała[2].

Masyw Młynarza jest zamknięty dla turystów i taterników (obszar ochrony ścisłej Tatrzańskiego Parku Narodowego). Wspinaczka dopuszczalna jest tylko w masywie Małego Młynarza od 21 grudnia do 20 marca.